# 荷木水库
荷木水库是中国广西壮族自治区钦州市钦北区境内的一座水库，位于大凤江支流白鹤江上，建于1962年。水库正常库容为1084万立方米，集雨面积为22平方千米，海拔为46.5米。